# Hållfasthetslära
Hållfasthetslära är en teknologisk disciplin som beskriver förhållandet mellan mekaniska krafter och deformerbara kroppar. Teorin är baserad på klassisk mekanik med Newtons rörelselagar, men innehåller också empiriskt belagda lagar om specialfall. 
Den mest teoretiska grenen av hållfasthetsläran är kontinuummekanik. Andra grenar är balkteori, elastodynamik och utmattningslära.

## Hållfasthetslärans grunder
En strukturs förmåga att bära last då den belastas med enaxligt tryck eller drag bestäms av dess tvärsnittsarea, A. En tjock pelare kan exempelvis bära en större last än en smal, om båda är tillverkade av samma material. Normalspänning är en av de viktigaste storheterna inom hållfasthetsläran; den betecknas σ (sigma) och beräknas genom 
{\displaystyle \sigma ={\frac {F}{A}}}
där F (Newton) är belastningen och A (m²) är tvärsnittsarean. Normalt brukar positiv riktning för kraften vara utåt, det vill säga  dragspänning är positiv och tryckspänning negativ. Spänning har enheten N/m² som betecknas Pascal (Pa). Dessa formler gäller endast om strukturen inte knäcker samt att sträckgränsen för materialet inte överstigs.
Då en struktur belastas kommer den även att få en viss formändring, betecknat ε (epsilon). För att beräkna denna krävs att man känner till materialets elasticitetsmodul (betecknas E och kallas vanligen E-modulen). E-modulen har enheten Pa och har storleken 200 GPa för stål. För trä varierar elasticitetsmodulen mellan 7 och 13 GPa beroende på träslag. Töjningen beräknas genom 
{\displaystyle \varepsilon ={\frac {\sigma }{E}}}
Detta värde anger hur mycket längre strukturen blir per längdenhet. För att räkna ut total längdändring, δL, det vill säga differensen mellan aktuell och ursprunglig längd, använder man formeln 
{\displaystyle \delta L=\varepsilon L}
där L är strukturens längd.
Ett material kan också utsättas för skjuvspänning, som exempelvis en skruv som håller ihop två plattor som dras ut eller trycks ihop. Skjuvspänning, τ (tau), definieras på liknande sätt som normalspänning 
{\displaystyle \tau ={\frac {F}{A}}}
där F är belasting och A tvärsnittsarea. I stället för en längdförändring fås här en vinkelförändring, γ (gamma), som kan beräknas om man känner till skjuvmodulen G. 
{\displaystyle \gamma ={\frac {\tau }{G}}}

## Variabler inom hållfasthetslära
Mekanisk spänning definieras som kraft per area och mäts i pascal. Spänning verkar i olika riktningar – dragspänning och skjuvspänning. Dessa kan föras samman i en spänningstensor.
Deformation är förflyttningen av varje partikel från viloläget. Den beskrivs i deformationstensorn.

## Materials egenskaper
Det finns flera abstrakta modeller för att beskriva material. Ett elastiskt material har elasticitetsmodul och skjuvmodul som beskriver kvoten mellan spänning och deformation enligt Hookes lag.

## Metoder och begrepp
- Mohrs cirkel
- Elastiska linjens ekvation